# Larry Drake
 Larry Drake  (Tulsa, 21 de fevereiro de 1950 — Los Angeles, 17 de março de 2016) foi um ator estadunidense.

## Carreira
Drake é conhecido por sua interpretação convincente do gentil, deficiente mental Benny Stulwicz na série dramática de TV L.A. Law, que foi ao ar em 15 de setembro de 1986 até o final da série em 19 de maio de 1994, pelo qual ganhou dois prêmios Emmy Awards consecutivos (1988, 1989) de melhor ator coadjuvante por sua performance. Ele voltou a atuar como Benny Stulwicz em LA Law: The Movie, uma "reunião" do filme exibido na NBC em 2002.
Larry Drake atuou constantemente em inúmeros papéis na televisão e em filmes desde a sua estreia no filme This Stuff'll Kill You (1971).
Em 17 de março de 2016, Drake foi encontrado morto em sua casa em Los Angeles, aos 66 anos.

## Filmografia Parcial
- 2009 - Dead Air
- 2008 - Autópsia de um Crime (Pathology)
- 2007 - Ataque do Gryphon (Attack of the Gryphon)
- 2006 - Nota 12 em Confusão (Dorm Daze 2)
- 2005 - Mrs. Harris
- 2005 - Esquadrão da Morte (Officer Down)
- 2002 - Spun: Sem Limites
- 2001 - American Pie 2
- 2001 - Hospício Maldito (Dark Asylum)
- 2000 - Timequest
- 1999 - Inferno (Coyote Moon)
- 1998 - Paranóia (Paranoia)
- 1998 - Entrega em Domicílio (Overnight Delivery)
- 1997 - Mr. Bean Mais Atrapalhado Do Que Nunca (Bean)
- 1996 - A Fera do Mar (The Beast)
- 1995 - Amor e Liberdade (The Journey Of August King)
- 1994 - Darkman 2 - O Retorno De Durant (Darkman II: The Return of Durant)
- 1992 - Dr. Giggles - Especialista em Óbitos (Dr. Giggles)
- 1991 - Assassinato em New Hampshire (Murder in New Hampshire: The Pamela Wojas Smart Story)
- 1990 - Darkman - Vingança Sem Rosto (Darkman)
- 1989 - 1990 - Contos da Cripta (Tales From The Crypt) (série TV)
- 1988 - Mais ou Menos Grávida / A Cegonha Não Pode Esperar (For Keeps?)
- 1988 - Muito Bom Para Ser Verdade (Too Good To Be True)
- 1984 - Karate Kid - A Hora da Verdade (Karate Kid)
- 1981 - A Vinganca Do Espantalho (Dark Night of the Scarecrow)
- 1980 - O Lutador de Rua / O Grande Lutador (The Big Brawl)

### Como dublador
- 2009 - Green Lantern: First Flight (voz) Ganthet
- 2008 - Star Wars: The Force Unleashed (vídeogame)  (voz) Kazdan Paratus
- 2001 - A Liga da Justiça
- 1997 - Johnny Bravo (série de TV) (voz) Pops